# 아디다스

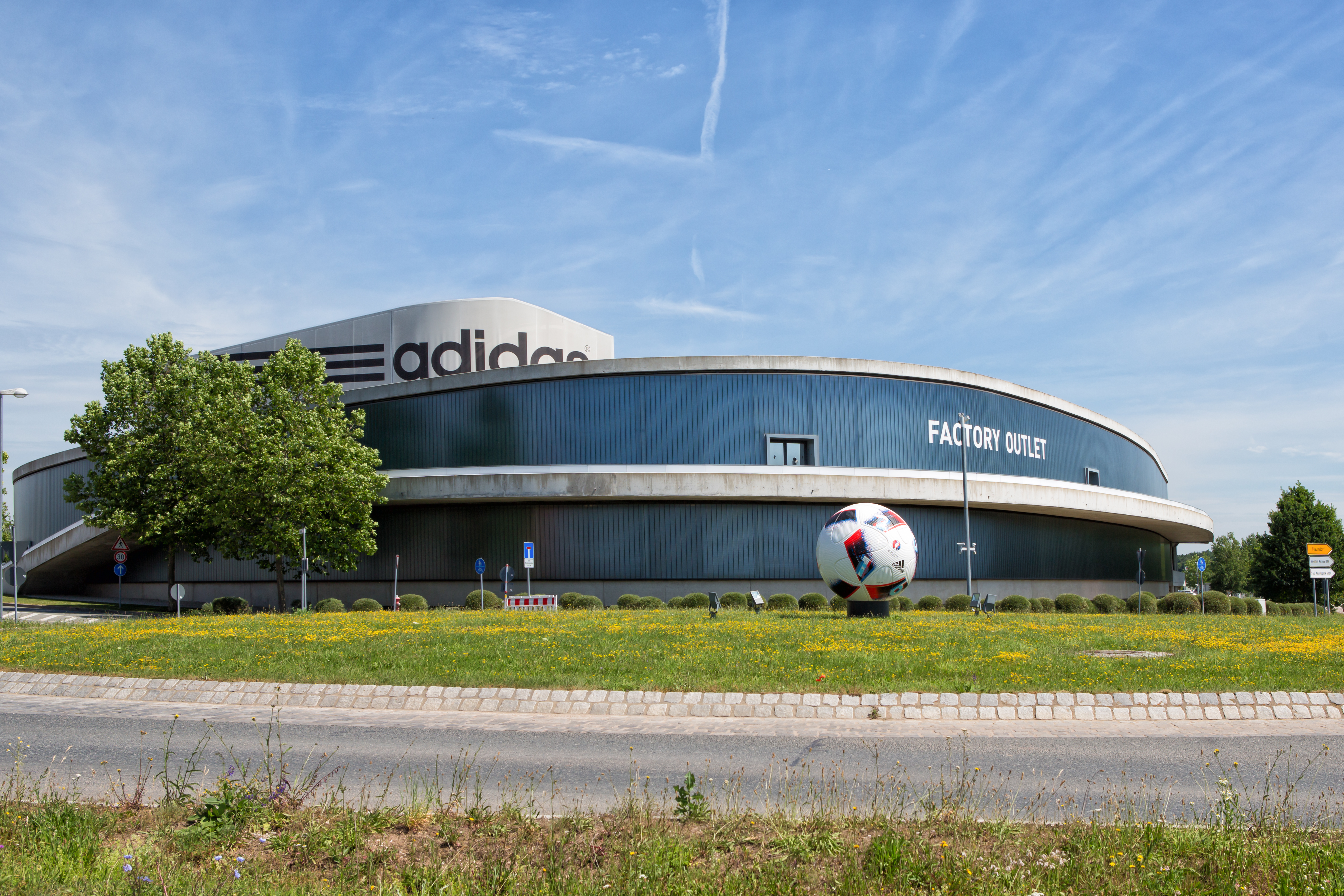
헤르초게나우라흐에 위치한 아디다스 본사

주식회사 아디다스(독일어: Adidas AG 아디다스 악티엔게젤샤프트[*])는 독일의 스포츠 의류 다국적 기업이다.

## 설립
1924년 독일 뉘른베르크 근교의 헤르초게나우라흐에서 아돌프 다슬러와 루돌프 다슬러가 신발을 만들어 팔았던 가게가 기업의 모태이다. 제2차 세계 대전 종전 후 1948년 아돌프의 형 루돌프는 독립해 경쟁 회사인 푸마를 창업하였고 1949년 8월 18일 아돌프는 애칭인 아디(Adi)와 다슬러(Dassler)를 합하여 아디다스라는 이름을 짓고 상표 등록했다.

## 발전
1960년대 중반부터 스포츠 의류, 1963년부터 공을 생산했다. 1970년 멕시코 월드컵에서 텔스타가 공식구로 사용한 이후 현재 모든 월드컵 경기에서 아디다스가 생산한 축구공을 쓴다. 하지만 스포츠 선수들을 위한 제품만 생산해 일반인들에게 외면을 받아 1980년대부터 하락세를 걷기 시작했다. 1990년대 사업을 회복하면서 1997년 동계 스포츠용품 제조사인 살로몬을 인수해 회사명을 아디다스-살로몬 기업으로 변경했다가 2005년 살로몬을 핀란드의 아머 스포츠에 매각하면서 원래의 명칭 아디다스를 회복하였다. 아디다스의 신발이나 옷에는 아디다스 특유의 삼선(三線)이 있고, 아디다스 로고에도 이와 같은 디자인을 반영한다.

## 스폰서

### 축구

#### 대표팀
UEFA
| - 독일 - 라트비아 - 러시아 - 벨기에 - 보스니아 헤르체고비나 | - 북아일랜드 - 스웨덴 - 스코틀랜드 - 스페인 - 이탈리아 | - 우크라이나 - 웨일스 - 카자흐스탄 - 헝가리 |

CONMEBOL / CONCACAF
- 멕시코
- 보네르섬
- 아르헨티나
- 콜롬비아

AFC
- 대한민국 (1977 ~ 1984)
- 일본
- 아랍에미리트

CAF
- 리비아
- 모리셔스
- 알제리
- 카보베르데

#### 클럽
UEFA
| - 올림피아코스 FC - 파나티나이코스 FC - AFC 아약스 - 바이어 04 레버쿠젠 - FC 바이에른 뮌헨 - FC 샬케 04 - 1. FC 뉘른베르크 - 보루시아 도르트문트 (1974 ~ 1990) - 함부르크 SV - 디나모 모스크바 - FC 안지 마하치칼라 - PFC CSKA 모스크바 | - RSC 안데를레흐트 - FC 바테 - FK 파르티잔 - FC 바젤 - 레알 마드리드 CF (1980 ~ 1985 / 1998 ~ 현재) - 레알 소시에다드 - 발렌시아 CF (2018 ~ 2019) - FC 레드불 잘츠부르크 - FC 디나모 키예프 - 스완지 시티 AFC - AS 로마 (1977 ~ 1979 / 1991 ~ 1994 / 2023 ~ 현재) - 유벤투스 | - 선덜랜드 AFC - 웨스트브로미치 앨비언 FC (2011 ~ 2018) - 맨체스터 유나이티드 FC - 사우샘프턴 FC - 아스날 FC - 풀럼 FC - 리즈 유나이티드 FC - 베식타시 JK - SL 벤피카 - 올랭피크 드 마르세유 - 올랭피크 리옹 - 파리 생제르맹 FC (1986 ~ 1989) - AS 생테티엔 |

AFC
- 울산 HD FC (1988 ~ 1993 / 1998 / 2006 ~ 2009 / 2014 ~ 2017 / 2022 ~ 현재)
- 전북 현대 모터스 (1997 ~ 2003 / 2022 ~ 현재)
- 포항 스틸러스 (1983 ~ 1987.9 / 1990 ~ 1992 / 1996 ~ 2000)
- 제주 SK FC (1983 ~ 1999)
- 대전 하나 시티즌 (1997 ~ 1998 / 2000 ~ 2001)
- FC 서울 (1998 ~ 2011)
- 전남 드래곤즈 (1998 / 2001)
- 수원 삼성 블루윙즈 (2002 ~ 2017)
- 김포 FC (2013 ~ 2016)
- 서울 노원 유나이티드 FC (2014)
- 부산 아이파크 (1983 ~ 1992/ 1996 ~ 1998/ 2014 ~ 2021)
- 목포 FC (2020)
- FC 도쿄
- 알비렉스 니가타
- 요코하마 F. 마리노스

CONCACAF
- 치바스 과달라하라
- 메이저 리그 사커 전구단[1]

CONMEBOL
- SE 파우메이라스
- 플라멩고
- 리버 플레이트

#### 선수
| - 리오넬 메시 - 앙헬 디 마리아 - 마누엘 노이어 - 안드레 쉬얼레 - 율리안 드락슬러 - 마츠 후멜스 - 스벤 벤더 - 메수트 외질 - 토니 크로스 - 아딜 라미 - 폴 포그바 - 카림 벤제마 - 프랭크 램퍼드 - 스티븐 제라드 - 게리 케이힐 - 시오 월컷 - 가레스 베일 - 아르연 로번 - 로빈 판 페르시 | - 다니엘레 데 로시 - 하비 마르티네스 - 후안 마타 - 세사르 아스필리쿠에타 - 페르난도 토레스 - 페트르 체흐 - 히카르두 카르발류 - 알렉산드르 케르자코프 - 네벤 수보티치 - 트란퀼로 바르네타 - 데이비드 알라바 - 소크라티스 파파스타토풀로스 - 오스카르 - 카카 | - 카가와 신지 - 손흥민 - 홍정호 - 박종우 - 구자철 - 류승우 - 정성룡 - 차두리 - 박상현 - 마크 슈워처 - 안드레스 과르다도 - 조지 앨티도어 |

#### 감독
- 비센테 델 보스케
- 카를로 안첼로티
- 조제 모리뉴
- 사미 휘피애

### 농구

#### 국가대표팀
- 라트비아
- 크로아티아

#### 클럽
- 고양 오리온스
- 서울 삼성 썬더스
- NBA 전구단
- 파나티나이코스 BC
- FC 바이에른 뮌헨
- 레알 마드리드 발론세스토
- 레버쿠젠
- 아스날 FC

#### 선수
- 크리스탑스 포르징기스
- 데릭 로즈
- 데미안 릴라드
- 도노반 미첼
- 로빈 로페즈
- 브랜든 잉그램
- 브룩 로페즈
- 앤트완 워커
- 앤트완 재미슨
- 잭 라빈
- 제임스 하든
- 존 월
- 카일 라우리
- 트레이시 맥그래디
- 트레이 영
- 팀 던컨
- 앤드류 위긴스
- 리키 루비오
- 다닐로 갈리나리
- 조아킴 노아

### 럭비 유니온

#### 국가대표팀
- 뉴질랜드
- 영국
- 프랑스

### 테니스
- 앤디 머리

### 펜싱

#### 국가대표팀
- 독일
- 루마니아
- 영국
- 중국
- 프랑스
- 헝가리
- 스페인

#### 선수
- 남현희
- 알도 몬타노

### 필드 하키

#### 국가대표팀
- 네덜란드
- 독일
- 벨기에
- 아르헨티나
- 잉글랜드

### 핸드볼
| - 대한민국 - 독일 - 러시아 | - 스웨덴 - 크로아티아 | - 프랑스 - 헝가리 |

### 양궁
- 대한민국

### 골프
- 홍순상
- 안신애

### 야구
- 최정
- 양현종
- 에런 저지
- 에릭 호스머
- 저스틴 업튼
- 케빈 필라
- 크리스 브라이언트
- 사카모토 하야토
- 야마다 테츠토
- 아롤디스 채프먼
- 카를로스 코레아

## 같이 보기
- 푸마